# 官太尉桥
31°18′35″N 120°37′50″E / 31.30972°N 120.63056°E
官太尉桥位于中国江苏省苏州市姑苏区干将路苑桥南石匠弄唐家巷口，横跨平江河第四直河，1998年被列为苏州市文物保护单位。

## 历史
官太尉桥始建年代无考，清康熙三十五年（1696年）重建，光绪四年（1878年）重修。为武康石、单孔花岗石砌筑的梁桥，长15.6米，宽2.5米，跨径3米，两坡步阶各11级。
1998年11月24日，苏州市人民政府公布，其入选第四批苏州市文物保护单位。